# Martin Thorsen Schmidt

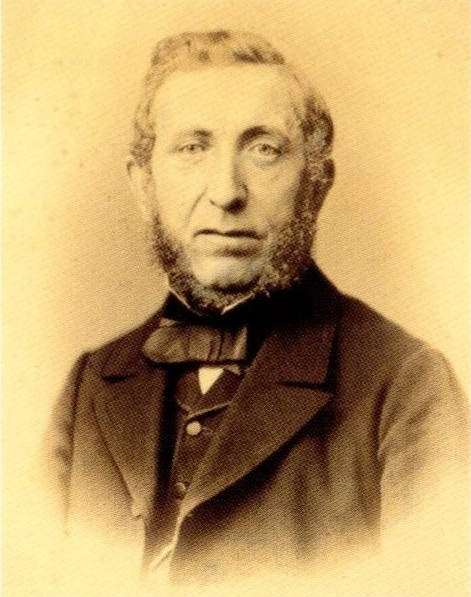
Martin Thorsen Schmidt

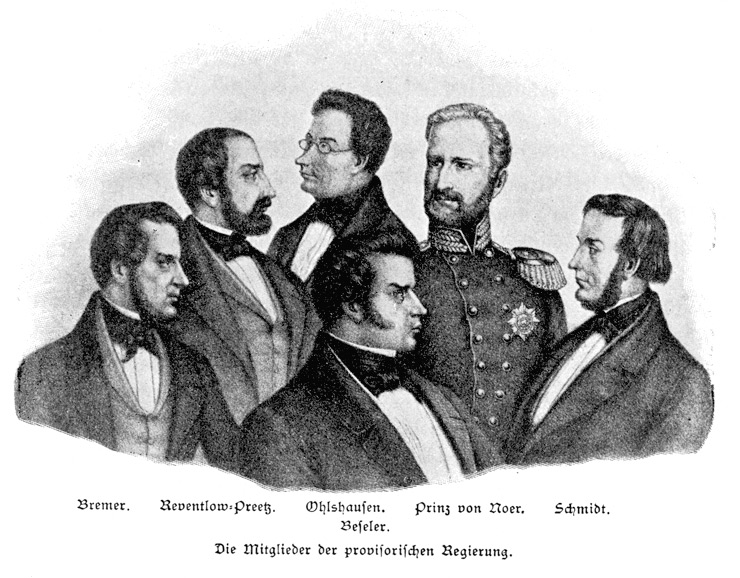
Provisorische Regierung Schleswig-Holstein 1848

Martin Thorsen Schmidt (* 13. März 1806 oder 1807 in Flensburg; † 31. Juli 1883 in Wandsbek) war Kaufmann und deutscher Politiker.

## Leben
Schmidt war ein vermögender Kaufmann zu Kiel. Er legte dort am 9. Oktober 1835 seinen Bürgereid ab. Ab dem 31. August 1841 gehörte er dem XXXIIer-Kollegium der Stadt an. Er war Hauptmann der Bürgerbewaffnung und britischer Konsul.
Nach der Schleswig-Holsteinischen Erhebung gegen Dänemark leitete Schmidt die demokratische Abendversammlung am 23. März 1848 in Kiel. Am 24. März 1848 folgte seine Berufung in die Provisorische Regierung, wo er für Handel, Zoll- und Postwesen zuständig war. Nach dem Vertrag von Malmö vom 26. August 1848 über einen Waffenstillstand trat die gesamte Provisorische Regierung am 22. Oktober 1848 zurück. 
Am 10. Juli 1850 wurde Schmidt in der Zensuswahl der Stadt Kiel in die Schleswig-Holsteinische Landesversammlung gewählt. Am 20. Oktober 1850 wurde er als Stadtverordneter der Stadt Kiel gewählt. 
Nach dem endgültigen Ende der Erhebung musste er das wieder dänisch gewordene Kiel verlassen, da er nicht amnestiert wurde. Er arbeitete als Kaufmann in Hamburg. Dort ging er 1870 ohne eigenes Verschulden Konkurs.
In Hamburg gründete Schmidt am 1. Mai 1851 die Firma M. T. Schmidt, die bis zu seinem Tod bestand. Zudem etablierte er gemeinsam mit seinem Sohn Johs. Asmus Schmidt am 1. Januar 1871 die Firma M. T. Schmidt & Sohn, die nach seinem Tod weiter bestand. Schmidt gehörte von 1859 bis 1865 der Hamburgischen Bürgerschaft als Abgeordneter an.